# Hans Karrer
Johann „Hans“ Karrer (* 25. Juni 1921 in Kindberg; † 1. September 1997) war ein österreichischer Arbeiter, Arbeiterbetriebsrat und Politiker (SPÖ), der von 1965 bis 1970 Bürgermeister der damaligen Marktgemeinde Kindberg war.
Vom 6. April 1970 bis zum 18. Oktober 1986 gehörte er dem steirischen Landtag in vier aufeinanderfolgenden Gesetzgebungsperioden als Landtagsabgeordneter an.
Darüber hinaus war er ein begeisterter Fußballspieler und erfolgreicher Stockschütze, der als Eisstocksportler in seiner langen Laufbahn dreimal österreichischer Staatsmeister und einmal Vizeeuropameister wurde.

## Leben und Wirken

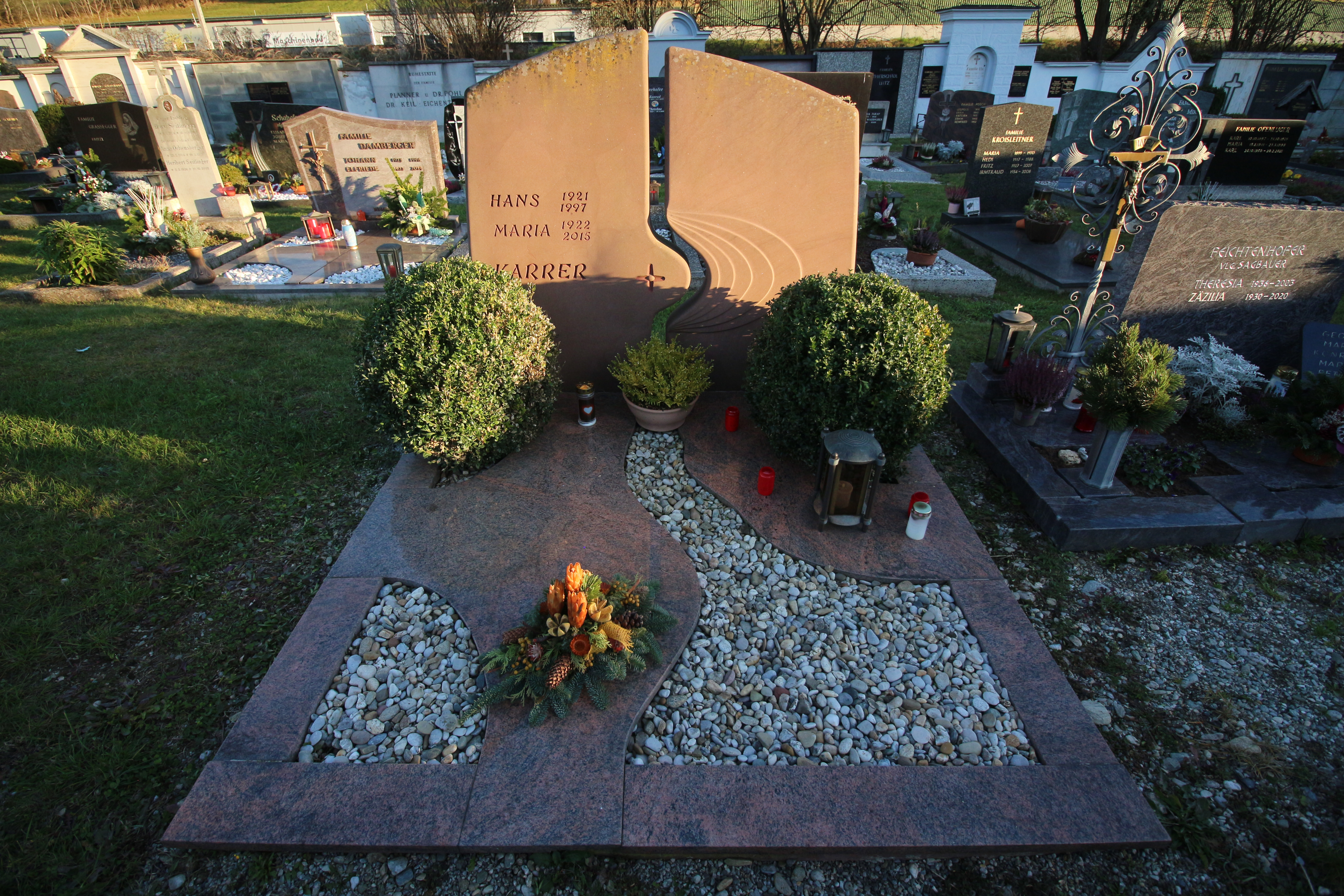
Grab der Familie Karrer am Friedhof von Kindberg (2024)

Hans Karrer wurde am 25. Juni 1921 als Sohn des in Kindbergdörfl wohnhaften und in Aumühl berufstätigen Werksarbeiters Ludwig Karrer (* 2. August 1897 in Möderbrugg; † 24. Februar 1943) und dessen böhmischstämmiger Ehefrau Anna Maria (geborene Krčka; * 9. Jänner 1899 in St. Johann am Steinfelde; † 16. April 1974 in Mürzzuschlag) in Kindberg geboren und am 3. Juli 1921 auf den Namen Johann getauft. Seine Eltern hatten am 4. April 1920 in Kindberg geheiratet; nur vier Tage später heiratete hier mit Richard Schlacher ein weiterer späterer steirischer Landtagsabgeordneter. Nach dem Besuch der Volksschule kam Hans Karrer an die Werkschule in Donawitz und wurde an dieser von 1935 bis 1939 zum Maschinenschlosser ausgebildet. Im Anschluss arbeitete er im Hüttenwerk in Kindberg-Aumühl, in dem bereits sein Vater tätig gewesen war. Während des Zweiten Weltkrieges versah er seinen Kriegsdienst in Norwegen, Finnland und Russland und trat nach dem Kriegsende wieder in die Oesterreichisch-Alpine Montangesellschaft ein. Ebenfalls war er – vermutlich auch bereits davor – nach dem Krieg als Fußballspieler beim ASV Kindberg aktiv und wurde etwa 1947/48 mit dem Klub Meister der damaligen Kreisklasse Mürztal. Einer seiner Teamkameraden war Josef „Sepp“ Deutschmann, der unter anderem bei den Österreichischen Ski-Meisterschaften 1947 Bronze im Speziallanglauf über 16 km gewann und 1948 beim Skilanglauf der Olympischen Winterspiele in St. Moritz den 46. Platz im Langlauf über 18 km belegte sowie mit den Österreichern Vierter in der 4-×-10-km-Staffel wurde. Innerhalb des Vereins stieg Karrer, der nach dem Meistertitel 1947/48 zwei Jahre später auch noch Meister der II. Klasse Nord wurde, mit dem Team in die steirische I. Klasse aufstieg und sich dort in den folgenden Jahren stets im Mittelfeld aufhielt, im Jahre 1954 zum Vereinsobmann auf und stellte den Vereins auf eine gesunde wirtschaftliche Basis. Unter seiner Obmannschaft wurde Mitte der 1960er Jahre die Tennisanlage der Tennissektion des Vereins neu angelegt. Wann genau er sein Amt als Obmann niedergelegt hat, geht nicht hervor, jedoch war er um das Jahr 1982 noch immer Obmann des Sportvereines. Als Arbeiterbetriebsrat stieg Karrer im Jahre 1957 zum Arbeiterbetriebsratsobmann im Werk Kindberg auf und bekleidete diese Position bis zu seinem Ausscheiden 1982. Bereits 1956 hatte er die Führung der sozialdemokratischen Ortsgruppe in der obersteirischen Gemeinde übernommen, nachdem er sich bereits seit Kriegsende für Gewerkschaft und Sozialdemokratie engagiert hatte.
Darüber hinaus war er in verschiedenen öffentlichen Funktionen tätig und war ab 1955 im Gemeinderat der damaligen Marktgemeinde Kindberg, bei der er zudem bis 1965 erster Bürgermeisterstellvertreter war. Mit Bürgermeister Franz Schnittler sowie Vizebürgermeister und Zentralbetriebsratsobmann Hans Karrer standen somit Männer aus der verstaatlichten Industrie an der Spitze der Gemeinde. Nach der fünfjährigen Amtszeit Schnittlers stieg Karrer im Jahre 1965 zum Bürgermeister von Kindberg auf und hatte dieses Amt eine Amtszeit lang bis ins Jahr 1970 inne. In seine Amtszeit fielen der Beschluss über den Zubau der damaligen Kindberger Hauptschule (Mai 1966) und dessen Umsetzung bis hin zur feierlichen Eröffnung am 19. Oktober 1968. Darüber hinaus kam es in seiner Amtszeit zur Zusicherung der Errichtung eines musisch-pädagogischen Realgymnasiums durch den damaligen Unterrichtsminister Theodor Piffl-Perčević. Die kurz MUPÄD genannte Einrichtung, das spätere Bundesoberstufenrealgymnasium (BORG), bezog dabei im Herbst 1969 einige Klassen des neuen Hauptschulzubaus, wobei vor allem Karl Eichtinger federführend für den Erhalt dieser Bildungseinrichtung in Kindberg war. Eichtinger hatte sich aufgrund seiner guten Kontakte zum Landesschulrat für Steiermark unter der Leitung von Hanns Koren und zum damaligen und ebenfalls aus der Steiermark kommenden Unterrichtsminister Piffl-Perčević um die Errichtung eines Gymnasiums am Standort Kindberg bemüht.
Die im September 1970 erfolgte Teilung der Hauptschule in eine „Hauptschule für Knaben“ und eine „Hauptschule für Mädchen“ fiel knapp nicht mehr in die Amtszeit Karrers. Dieser war nach seiner Berufung zum Abgeordneten in den Steiermärkischen Landtag im Frühjahr 1970 nicht mehr zur Gemeinderatswahl am 24. Mai 1970 angetreten. Sein Nachfolger wurde sein bisheriger Stellvertreter, Vizebürgermeister und SPÖ-Fraktionsführer Heinz Hölzl (1924–1998), der als Spitzenkandidat der SPÖ zur Wahl angetreten war. In dessen Anfangszeit als Bürgermeister fiel unter anderem die Eröffnung des Volkshauses, für dessen Bau sich Karrer davor bereits ein Jahrzehnt lang eingesetzt hatte. Im Zuge der Landtagswahl in der Steiermark 1970 hatte es Hans Karrer in den steirischen Landtag geschafft und gehörte diesem vom 6. April 1970 bis zum 18. Oktober 1986 über einen Zeitraum von vier Gesetzgebungsperioden (VII., VIII., IX. und X.) als Abgeordneter an. In diesem sich über 16 Jahren erstreckenden Zeitraum übte er verschiedene Funktionen aus, diente etwa als Ordner und gehörte zudem einer Reihe von Ausschüssen als Mitglied oder Ersatzmitglied an. Dem Finanzausschuss saß er eine Zeitlang als Obmann vor und bekleidete im Wirtschafts- und Raumordnungsausschuss die Funktion des Obmannstellvertreters. Von 1970 bis 1984 war er zudem Bezirksparteiobmann der SPÖ von Mürzzuschlag. Nach seinem Ausscheiden aus der Landespolitik im Herbst 1986 zog sich mit der mittlerweile 65-jährige gänzlich aus der aktiven Politik zurück.
Am 1. September 1997 starb Karrer im Alter von 76 Jahren während einer Radtour und wurde in weiterer Folge am Kindberger Friedhof beerdigt. Seine Ehefrau Maria (geborene Gruber; * 15. September 1922 in Sieding bei Ternitz), die er am 5. April 1947 sowohl kirchlich als auch standesamtlich in Kindberg geheiratet hatte, überlebte ihn um 18 Jahre und starb am 29. November 2015 im Alter von 93 Jahren im damaligen Landesaltenpflegeheim Kindberg, in dem sie die letzten Monate ihres Lebens verbracht hatte.
Zeitlebens wurde er mehrfach geehrt, war unter anderem Ehrenmitglied der FF VOEST-Alpine Kindberg (später: Betriebsfeuerwehr voestalpine Tubulars) und seit 1982 Ehrenbürger der Stadt Kindberg. Anlässlich des 100-jährigen Jubiläums der Ortsverbands Kindberg des Österreichischen Kameradschaftsbunds im Jahre 1976 übernahm Karrer in seiner Funktion als Landtagsabgeordneter zusammen mit anderen Persönlichkeiten den Ehrenschutz.

## Auszeichnungen und Ehrungen
- 1982: Ernennung zum Ehrenbürger der Stadt Kindberg[13]
- Ehrenmitglied der FF VOEST-Alpine Kindberg (später: Betriebsfeuerwehr voestalpine Tubulars)[14]